# Kulaki
Kulaki (biał. Кулякі, Kulaki; ros. Куляки, Kulaki) – wieś na Białorusi, w obwodzie brzeskim, w rejonie janowskim, w sielsowiecie Soczewki.

## Historia
W XIX i w początkach XX w. położone były w Rosji, w guberni grodzieńskiej, w powiecie kobryńskim, w gminie Drużyłowicze.
W dwudziestoleciu międzywojennym leżały w Polsce, w województwie poleskim, w powiecie drohickim, do 12 kwietnia 1928 w gminie Drużyłowicze, następnie w gminie Janów. W 1921 wieś liczyła 451 mieszkańców, zamieszkałych w 89 budynkach, w tym 434 Białorusinów i 17 Żydów. 434 mieszkańców było wyznania prawosławnego i 17 mojżeszowego.
Po II wojnie światowej w granicach Związku Sowieckiego. Od 1991 w niepodległej Białorusi.